# Ленник
Ленник (від нім. Lehn, нім. leihen «займати») — особа, яка перебуває в ленній залежності від сюзерена, спадковий власник лену у ВКЛ і Речі Посполитій; власник феоду в Західній Європі. Васал, який залежав від сеньйора.